# Linia kolejowa Oschatz – Döbeln
Linia kolejowa Oschatz – Döbeln – wąskotorowa linia kolejowa w Niemczech, w kraju związkowym Saksonia. Łączy Oschatz i Mügeln, a dalsza część trasy do Döbeln jest wyłączona z użytku od 1968 roku.